# Grundschänke
Die Grundschänke war ein Gaststättenanwesen am Ende des Lößnitzgrunds, in der Lößnitzgrundstraße 8 der sächsischen Stadt Radebeul direkt am Hörningplatz. Das 1875/76 errichtete Gebäude wurde im Jahr 2000 abgerissen und das Gelände mit Wohnhäusern bebaut.

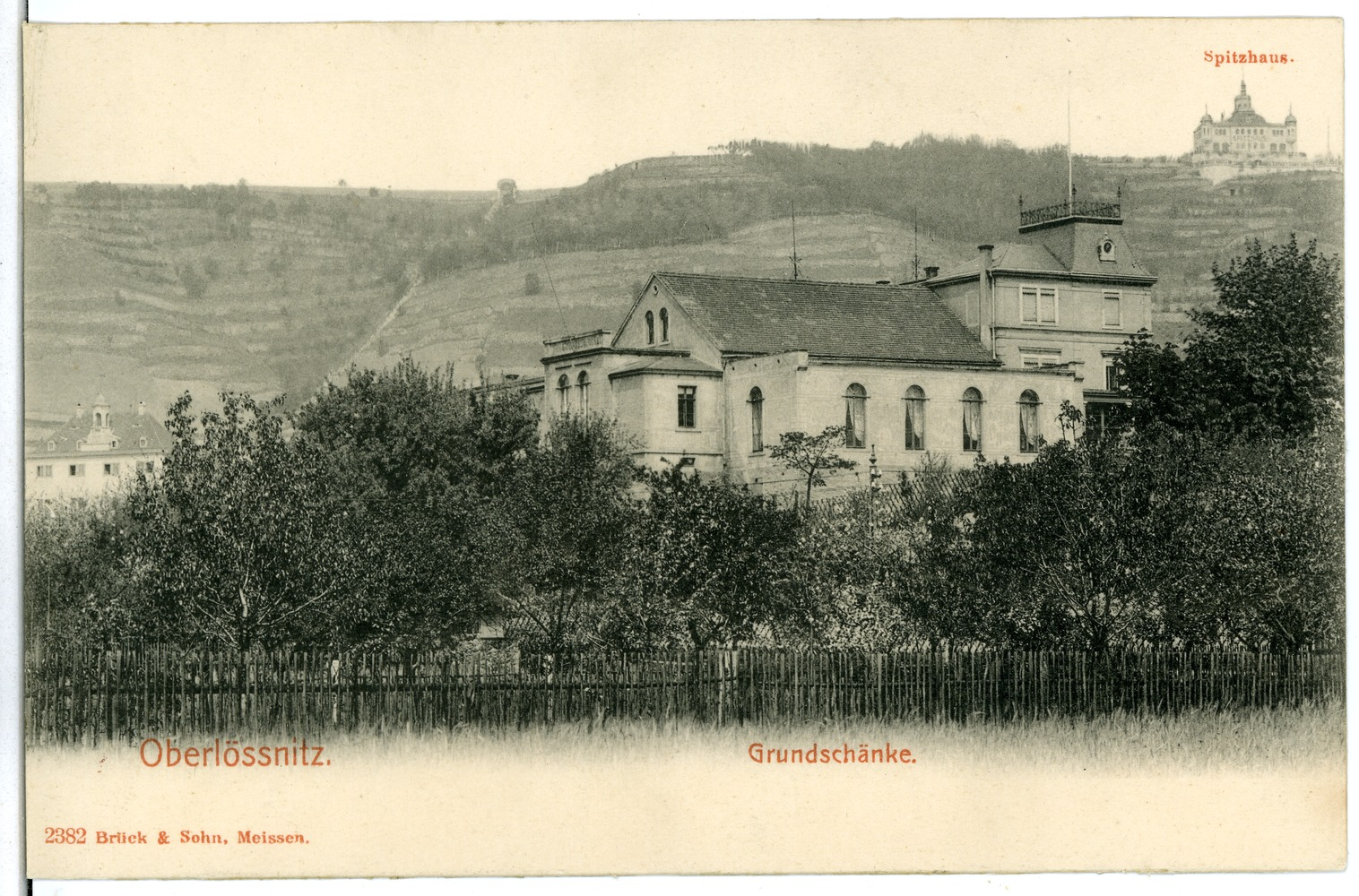
Grundschänke (1902)

Grundschänke (Ansichtskarte von 1912)

Die Grundschänke war 1950 von der Volkssolidarität übernommen worden, die dort Markos-Kinder unterbrachte; anlässlich des V. Parteitags der SED 1958 wurde sie als städtisches Kulturzentrum Haus „Völkerfreundschaft“ (im Volksmund „Völkerschänke“) wiedereröffnet. 1960 ging sie in den Besitz des Kreises Dresden-Land über, der dort in den nächsten drei Jahrzehnten das Kreiskulturhaus Völkerfreundschaft betrieb. Ein Seitenflügel diente als Schulspeisungsküche.
In den 1980er Jahren wurden dort „Bälle der Hausgemeinschaften“ durchgeführt.